# Léon de Pitteurs de Budingen
Léon Philippe Marie Louis De Pitteurs de Budingen (Namen, 12 juli 1845 - Luik, 28 februari 1913) was een Belgisch senator en burgemeester.

## Biografie

### Familie

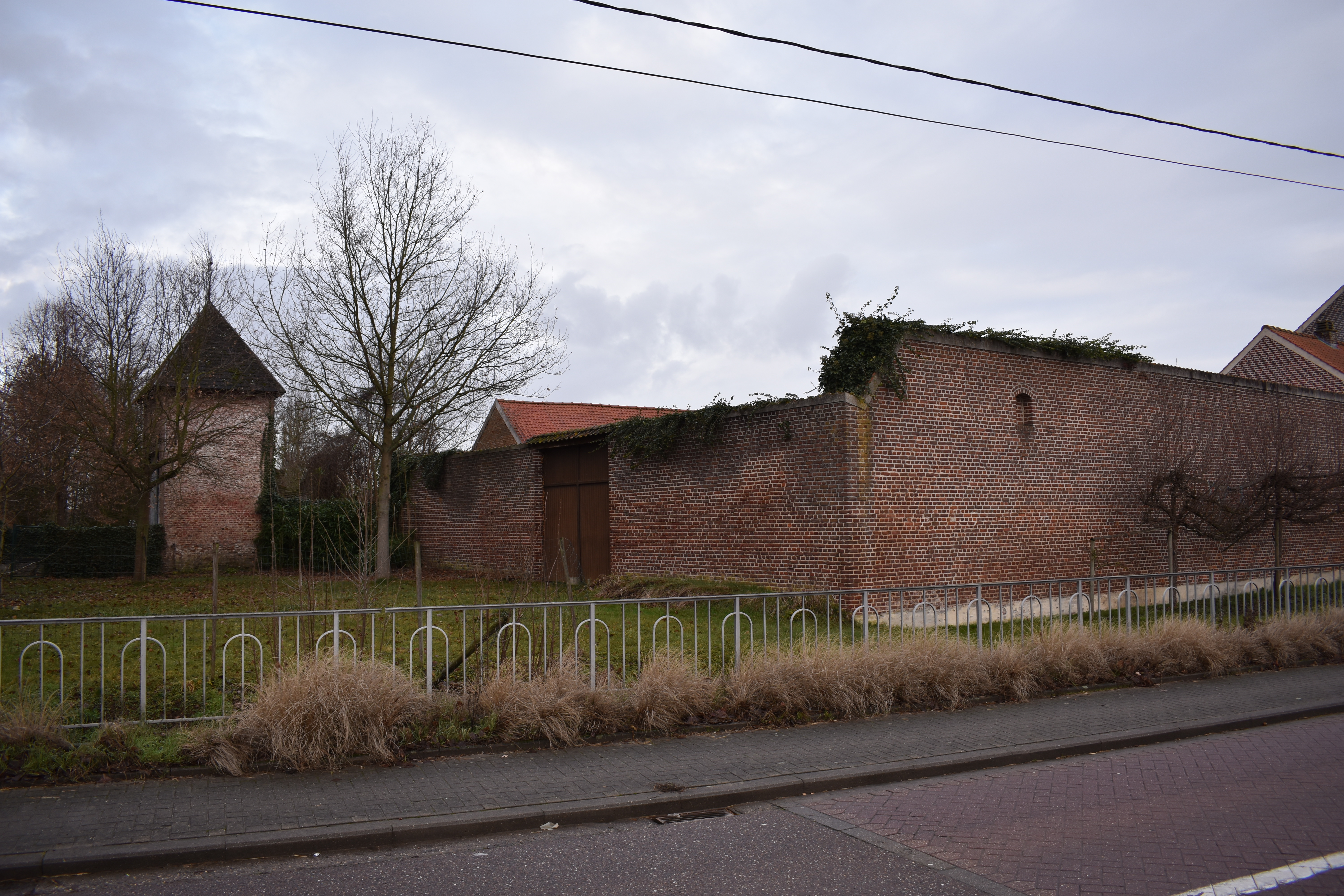
Hij was eigenaar van een pachthoeve in Zoutleeuw

Léon de Pitteurs was de enige zoon van baron Gustave de Pitteurs de Budingen (1809-1881), industrieel, en Charlotte de Cartier d'Yves (1817-1882). Zijn grootvader was baron Louis de Cartier d'Yves, industrieel, burgemeester van Yves-Gomezée en senator.
Hij trouwde in 1871 in Luik met Hortense de Terwangne (1850-1921). Ze kregen een zoon, baron Hermann de Pitteurs de Budingen (1874-1948), burgemeester van Villers-lez-Heest, met afstammelingen tot heden.

### Loopbaan
Bankier van beroep, was de Pitteurs de Budingen consul in Luik van Costa Rica en van de Dominicaanse Republiek.
Hij was burgemeester van Warisoulx (1882-1885) en Villers-lez-Heest (1887-1913).
In 1890 werd hij verkozen tot katholiek senator voor het arrondissement Namen en vervulde dit mandaat tot in 1894.
Hij was zeer aanwezig in de ondernemerswereld, onder meer als:
- bestuurder van de Banque Générale de Liège (1882-1890),
- bestuurder Charbonnages du Bois d'Avroy (1885-1913),
- bestuurder Charbonnages des Grand-Conty et Spinoy (1888-1890, voorzitter 1893-1913),
- bestuurder Société Maritime Belge,
- bestuurder Charbonnages de Bonne-Espérance, Batterie et Violette (1893-1912, voorzitter 1913),
- bestuurder Société Métallurgique d'Aubrives et Villerupt (1896-1909),
- bestuurder Hauts-Fourneaux et Mines d'Halanzy (1896-1912),
- voorzitter Hauts-Fourneaux et Usines de l'Olkovaia à Ouspenk (Donetz),
- bestuurder Houillères Unies du Bassin de Charleroi (1896-1910),
- bestuurder Société des Machines et Outils de Saint-Léonard (1897-1913),
- bestuurder Compagnie des Services d'Eau (1899-1912, voorzitter 1913),
- bestuurder Charbonnages du Corbeau au Berleur (1902-1912, voorzitter 1913),
- bestuurder Charbonnages de Roton-Farciennes (1909-1912, voorzitter 1913),
- bestuurder Charbonnages des Propriétés d'Houthalen (1905-1906).